# Nisswa
Nisswa est une ville dans le comté de Crow Wing dans l'État du Minnesota aux États-Unis.

## Géographie
Selon le bureau du recensement des États-Unis la ville s'étend sur 47,50 km2.

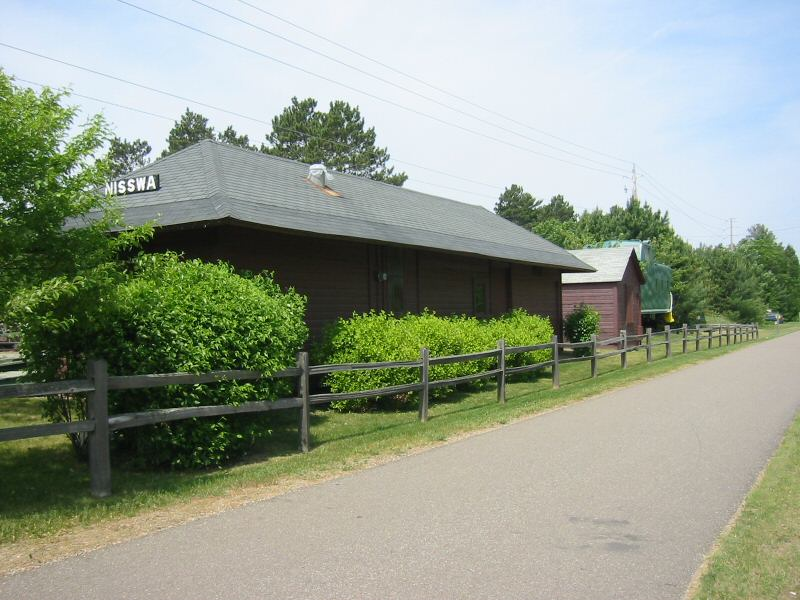
L'ancien dépôt Northern Pacific Railway à Nisswa sert maintenant de musée historique. L'emprise du chemin de fer est maintenant le Paul Bunyan State Trail.

## Démographie
D'après les chiffres obtenus lors du recensement de 2010, la ville est peuplée de 1 971 personnes. La densité de population est de 70,6 habitants par kilomètre carré. La population de la ville est composée à 97,7 % de blanc, à 0,7 % d'amérindiens, à 0,4 % d'afro-américains et à 1,3 % de personnes d'autres origines.
| 1930 | 1940 | 1950 | 1960 | 1970  |
| ---- | ---- | ---- | ---- | ----- |
| 214  | 400  | 578  | 742  | 1 011 |

| 1980  | 1990  | 2000  | 2010  | - |
| ----- | ----- | ----- | ----- | - |
| 1 407 | 1 391 | 1 953 | 1 971 | - |